# 马斯吉德苏莱曼大坝
马斯吉德苏莱曼大坝 (波斯語：‎) ，又称卡伦河二号大坝，该坝属于土石坝，位于伊朗胡齐斯坦省的卡伦河上，距离沙希德阿巴斯普尔大坝下游50公里处，距离马斯吉德苏莱曼25公里，距离胡齐斯坦省首府阿瓦士160公里。

## 概况
马斯吉德苏莱曼大坝坝高177米，装机容量2,000瓦特（2,700,000匹馬力），库容量261,000,000立方（212,000英畝·英尺）。该坝由伊朗水电资源开发公司负责运营，于2002年建成，建设初期命名为“Godar-e Landar”，后来以距离大坝25公里的马斯吉德苏莱曼城命名为“马斯吉德苏莱曼大坝”。该坝的溢洪道被认为是世界上同类型大坝中最大的。

## 发电
该电站目前拥有两组1,000瓦特（1,300,000匹馬力）法兰西斯式水轮发电机组，每台发电机容量为250瓦特（340,000匹馬力），第一个发电机组于2003年建成，第二个发电机组于2007年9月建成。